# 等呼
等呼（とうこ）とは、中国の伝統的な音韻学の術語。等韻図において、1枚の図をまず四声によって四段にわけ、それぞれをさらに縦に四段に分けているが、この四段を等呼と呼ぶ。上から順に一等・二等・三等・四等と呼ぶ。

## 等呼の意味
等韻図上に実際に置かれている字からは、次のように帰納される。
1. 一等・二等は直音（介母 -i- を持たない）、三等と四等は拗音（介母 -i- を持つ）である。
2. 直音の韻のうちには、声母として歯頭音（/ts/ など）・舌頭音（/t/ など）と結合するものと、正歯音（/tʃ/ など）・舌上音（/tʲ/ など）と結合するものがある。前者を一等に、後者を二等に記す。
3. 拗音は原則として三等に記すが、
  1. 重紐といって口蓋性の強い介母（有坂秀世・河野六郎の説では -i-）と口蓋性の弱い介母（同 -ï-）の区別がある場合、前者を四等に、後者を三等に記す。
  2. 舌音については、舌頭音は四等に、舌上音は三等に記す。
  3. 歯音については、歯頭音は四等に、正歯音のうち章母（/tɕ/）などは三等に、荘母（/tʃ/）などは二等にはみ出して記す。このため、歯音の二等に書かれている字が直音なのか拗音なのかは図を見ただけではわからない。
  4. 喩母は実際には云母（/ɦ/）と羊母（/j/）の2つの異なる声母だが、図の上では云母を三等、羊母を四等に記す。
  5. 幽韻は四等に記す。

以上のように、等位の決定には声母・介母・主母音が複雑に関係し、混沌としている。等韻図の作者がなぜこのように四段に分けたかは明らかでないが、十六摂のそれぞれを開合で分けた図を作った場合、等韻図を作った人の音韻体系では四等に分けることで1枚にすべての音を収めることができたためではないかと考えられる。
　近年、いしゐのぞむ（石井望）の新説では字輪曼荼羅として等次を以下のやうに解する。「ア」を一等の根本音として、内轉してイ、ウに巡るのが三等となり、外轉してエ、オに巡るのを二等とする。丁度最古の和字五十音圖が「イオアエウ」と列するのが一等のアを中心として兩端が三等のイ、ウ、外轉して一等と三等との間に置かれるエ、オが二等となる。同じ旋法で扁平にしたのが韻鏡の等第である。このいしゐ説は密教文化の中で漢字音を解してゐる。

## 現代での用法
現代の中古音研究では、等韻図で一等に書かれる韻を「一等韻」、二等に書かれる韻を「二等韻」と呼ぶ。十六摂のおなじ摂・おなじ開合の一等韻が複数ある場合、それらを「一等重韻」と呼ぶ。同様に二等韻が複数ある場合「二等重韻」と呼ぶ。
『切韻』では直音なのに等韻図で四等に書かれている韻があり、これらの韻は等韻図が書かれた時代には直音から拗音に変化していたと思われる。これを「直音四等韻」または「仮四等韻」と呼ぶ。
重紐については等韻図で三等に書かれる方を「重紐三等」、四等に書かれる方を「重紐四等」と呼ぶ。
正歯音の各字母と喩母は『切韻』ではそれぞれ2種類の異なる音素に分かれるが、これらを「正歯音三等・正歯音四等」「喩母三等・喩母四等」のように呼ぶことがある。

## 四等の消滅
その後の音韻変化で四等に分ける意味がなくなり、開合各二等のモデルが模索された。明代の『字彙』に付せられた韻図「韻法直図」では新たな呼が設けられ、十呼が使われていたが、同じく『字彙』の付録にある李世沢の「韻法横図」では開口呼・斉歯呼・合口呼・撮口呼・混呼の五呼に整理され、そして、清代、潘耒の『類音』ではじめて開口呼・斉歯呼・合口呼・撮口呼の四呼による分類が行われ、現在の中国語学でも使用されている。